# Erhard Bastek
Erhard Alwin Bastek (ur. 29 sierpnia 1943 w Bytomiu, zm. 17 stycznia 2017 tamże) – polski polityk, działacz mniejszości niemieckiej, tłumacz i publicysta, poseł na Sejm I kadencji.

## Życiorys
Syn Pawła i Małgorzaty. Ukończył w 1975 studia na Wydziale Filologii Germańskiej Uniwersytetu Jagiellońskiego. Pracował jako tłumacz języka angielskiego, francuskiego i niemieckiego.
W 1991 uzyskał mandat posła na Sejm I kadencji. Został wybrany w okręgu katowickim z listy Mniejszości Niemieckiej. Zasiadał w Komisji Administracji i Spraw Wewnętrznych oraz w Komisji Kultury i Środków Przekazu. Bez powodzenia kandydował m.in. w 2001 do Sejmu z listy Mniejszości Niemieckiej w okręgu rybnickim i rok później do Sejmiku Województwa Śląskiego z ramienia Ruchu Autonomii Śląska.
Pełnił funkcję przewodniczącego Stowarzyszenia Autorów i Twórców Mniejszości Niemieckiej w Polsce z siedzibą w Bytomiu. Publikował głównie w języku niemieckim, wydał też m.in. tłumaczenia wierszy.